# Street Fighter 30th Anniversary Collection
Street Fighter 30th Anniversary Collection es un videojuego de lucha desarrollado y publicado por la empresa Capcom, que compila algunos de los videojuegos de la serie Street Fighter. La colección fue lanzada el 29 de mayo de 2018, para las plataformas PlayStation 4, Xbox One, Nintendo Switch y Microsoft Windows.

## Jugabilidad
Es una compilación de doce juegos de lucha de la serie Street Fighter. Los cuales son:
• Street Fighter I (1987)
• Street Fighter II: The World Warrior (1991)
• Street Fighter II: Champion Edition (1992)
• Street Fighter II Turbo: Hyper Fighting (1992)
• Super Street Fighter II (1993)
• Super Street Fighter II Turbo (1994)
• Street Fighter Alpha (1995)
• Street Fighter Alpha 2 (1996)
• Street Fighter Alpha 3 (1998)
• Street Fighter III: New Generation (1997)
• Street Fighter III: 2nd Impact (1997)
• Street Fighter III: 3rd Strike (1999)
Mientras se juega en modo para un solo jugador en cualquiera de los doce juegos, el jugador puede guardar estados para guardar y reanudar en cualquier momento. Cuatro de los juegos (Turbo: Hyper Fighting, Super Turbo, Alpha 3 y 3rd Strike) son compatibles con el modo multijugador en línea, incluido el sistema de clasificación. Los salones en línea pueden admitir hasta cuatro jugadores y un jugador puede luchar contra un oponente de CPU mientras espera que las batallas en línea estén listas.
La colección incluye características adicionales como un museo para ver los artes conceptuales, documentos de presentación y datos sobre cada lanzamiento; un reproductor de música para escuchar pistas a través de la serie; una línea de tiempo interactiva que narra la historia de la serie; y biografías que proporcionan información de fondo, historias, arte de los movimientos y animaciones para los personajes de la serie.

## Desarrollo y lanzamiento
La colección de 30 años de Street Fighter fue desarrollada por la compañía japonesa de videojuegos Capcom. Para proporcionar una latencia mínima en el juego en línea, el equipo de desarrollo implementó la tecnología de "rebobinado" y permitió a los jugadores ajustar su propia latencia de entrada a través de un menú en el juego.
Capcom anunció la colección en diciembre de 2017 en la final del torneo Capcom Cup Street Fighter. Su fecha de lanzamiento fue confirmada para el 29 de mayo de 2018, en las plataformas PlayStation 4, Xbox One, Nintendo Switch y Microsoft Windows.

### Recepción
Collection recibió críticas positivas.
Sin embargo, a diferencia de varios recopilatorios de la saga, este fue criticado en varios puntos claves del juego, siendo el principal la inclusión de las versiones originales de arcade de las 12 entregas, dejando de lado versiones con más contenido y modos de juego de versiones para consolas caseras, como por ejemplo: "Street Fighter Alpha 2 Gold" o la versión de consolas de Third Strike para PS2 O Dreamcast en las cuales Gill es un personaje desbloqueable,de igual manera se hizo énfasis en que este recopilatorio debió incluir más entregas que formaron parte de la saga en sus 30 años, algunos ejemplos son:"Hyper Street Fighter 2", "Super Gem Fighter Mini", "Street Fighter The Movie Game" e incluso una mejora de jugabilidad de la primera entrega, la cual es conocida por su pésima jugabilidad.
Por otro lado la función de juego online fue blanco de críticas por su inestabilidad en red y tiempos exagerados de espera para una partida en línea, siendo un problema para el juego aun en la actualidad.